# Ridderorden in Kazachstan
De in 1991 onafhankelijk geworden Republiek Kazachstan is niet terughoudend geweest met het instellen van ridderorden en onderscheidingen, Er zijn meerdere orden en twee medailles bekend.
In eerste instantie volgde men het Sovjetvoorbeeld en de traditie van de stervormige socialistische orden met één graad. Later werden meer Europese vormen ingevoerd. De leden van deze orden die ieder een, twee of drie graden hebben worden allen als "Chevalier" aangeduid.
- De Nationale Orde van de Held van Kazachstan, het instellen van de titel "Held van.... " is een erfenis uit de periode dat het land deel van de Sovjet-Unie was. (Khalyk Kaharmany)
- De Orde van de Gouden Adelaar (Altyn Kyran)
- De Orde van de Eerste President van de Republiek Kazachstan Nursultan Nazarayev
- De Orde van de Glorie (Dank)
- De Orde van de Moed (Aibyn)
- De Orde van de Waardigheid (Parasat)
- De Orde van de Vriendschap (Dostyk)
- De Orde van de Panter (Barys)
- De Orde van het Vaderland (Otan)
- De Orde van de Eer (Kurmet)

## Voetnoten
1. ↑  Guy Stair Sainty in "World Orders of Knighthood".